# Gonodes viridipicta
Gonodes viridipicta là một loài bướm đêm trong họ Noctuidae.